# Rino Rappuoli
Rino Rappuoli (Radicofani, 4 agosto 1952) è un microbiologo italiano, Medaglia d'oro al merito della sanità pubblica nel 2005.
È stato il direttore scientifico e il responsabile della attività di ricerca e sviluppo esterna presso GlaxoSmithKline (GSK) Vaccines di Siena.
Precedentemente, è stato visiting scientist alla Rockefeller University di New York e alla Harvard Medical School di Boston, ha ricoperto il ruolo di direttore del settore ricerca vaccini presso Sclavo, Chiron Corporation e Novartis Vaccines.

## Formazione accademica
Dopo una prima esperienza nel settore biotecnologico alla Washington University di Saint Louis, Rappuoli si è laureato in Scienze Biologiche presso l'Università degli Studi di Siena nel 1976.
È stato visiting professor alla Rockefeller University di New York nel 1979 e alla Harvard Medical School dal 1980 al 1981.

## Carriera scientifica
Come direttore del settore ricerca e vaccini della Chiron Corporation, Rappuoli ha guidato lo sviluppo di vari vaccini batterici della MENJUGATE(R) vaccino contro il meningococco-B, il primo vaccino "acellulare" al mondo contro la pertosse, prodotto tramite tecniche di DNA ricombinante.
Con l'acquisizione della senese Sclavo Spa da parte della Chiron Corporation, Rappuoli venne nominato direttore del settore ricerca e vaccini europeo nel 1992.
Nel 1996, in seguito al completamento dell'acquisizione della Chiron Corporation, Rino Rappuoli viene nominato direttore generale della ricerca sui vaccini della Novartis Vaccines & Diagnostics.
Dal 2015, Rappuoli ricopre il ruolo di direttore scientifico e capo del settore R&S nella divisione vaccini di GlaxoSmithKline, nello stabilimento italiano di Rosia, in provincia di Siena.
Il 24 Luglio 2020 è stato chiamato come professore straordinario di Biologia molecolare presso il dipartimento di Biotecnologie, chimica e Farmacia presso l'Università degli studi di Siena. Presso l'ateneo senese coordina l'attività di ricerca sugli anticorpi monoclonali terapeutici.

### Studi e scoperte
È globalmente conosciuto per i suoi lavori sulla immunologia e sui vaccini.
Viene considerato il cofondatore della microbiologia cellulare, una disciplina che combina la biologia cellulare con la microbiologia e il pioniere dell'approccio genomico nello sviluppo dei vaccini nota come reverse vaccinology.
Tra i suoi maggiori risultati si ha lo sviluppo del CRM197 usato nei vaccini contro la Haemophilus influenzae, Neisseria meningitidis, e lo pneumococcus; il vaccino "acellulare" contro la pertosse contenente tossine della malattia rese innocue geneticamente; il primo vaccino covalente contro il meningococco; l'adiuvante immunologico influenzale MF59; il vaccino contro la meningite B derivato dalla mappatura genomica del batterio responsabile.

## Premi e riconoscimenti
Rino Rappuoli è stato insignito di vari premi prestigiosi, tra cui il Paul Ehrlich and Ludwig Darmstaedter Prize nel 1991.
È membro di numerose associazioni internazionali, inclusa la European Molecular Biology Organization. Ha svolto anche compiti come partecipante del gruppo dei direttori scientifici della Commissione europea ed è stato anche eletto membro dalla National Academy of Sciences degli Stati Uniti.
Nel 2005 è stato premiato dal Presidente della Repubblica italiano Carlo Azeglio Ciampi con la "Medaglia d'oro al merito della sanità pubblica".
Nel 2009 è stato insignito della medaglia d'oro Albert Sabin e del Premio Feltrinelli, conferito dall'Accademia dei Lincei.
Nel 2013 è stato nominato come la terza persona più influente al mondo nel campo dei vaccini da Terrapin.
Nel 2015 Rino Rappuoli viene premiato come membro del corpo docenti della facoltà di medicina della Imperial College London, e con il premio Maurice Hilleman.
Nel 2016 è stato eletto membro straniero della Royal Society.
Nel 2017 ha ricevuto l'European Inventor Award 2017 alla carriera da parte dell'European Patent Office.
Nel 2019 ha ricevuto a Berlino il Robert Koch Award.